# Victor de Tornaco
Le baron Victor de Tornaco, né au château de Sterpenich le 7 juillet 1805 et mort au château de Voort le 26 septembre 1875, est un homme d'État luxembourgeois. Il est le fils de Charles Auguste de Tornaco.

## Biographie
(avril 2018).
- Études à l’École polytechnique à Paris
- 1830–1839 : orangiste, il reste fidèle à Guillaume Ier pendant la révolution belge
- 1841–1848 : membre de l’Assemblée des États
- 1848–1856 : député à la Chambre des députés
- 1857–1860 : membre de l’Assemblée des États
- 26 septembre 1860 – 3 décembre 1867 : ministre d’État, président du Gouvernement, directeur général des Affaires étrangères, directeur général des Travaux publics du 26 septembre 1860 au 31 mars 1864